# Хоум Парк
Хоум Парк (англ. Home Park) — футбольный стадион в городе Плимут. Является домашним стадионом для футбольного клуба «Плимут Аргайл». Вмещает 17900 зрителей.

## История
«Хоум Парк» был домашним стадионом для регбийных клубов «Девонпорт Альбион» и «Плимут» в 1893-99 годах. С 1901 года стал домашней ареной футбольного клуба «Argyle Athletic Club», который сменил своё название на «Плимут Аргайл» в 1903 году и стал профессиональным в том же году. Свой первый матч «Плимут Аргайл» провёл на «Хоум Парк» против «Нортгемптон Таун» 5 сентября 1903 года перед 4438 зрителями. В то время на стадионе была одна деревянная трибуна, которая могла вместить 2000 человек, в то время как остальные три стороны стадиона были окружены насыпью шлака с забором высотой по пояс. Когда « Аргайл» присоединился к Футбольной лиге в 1920 году, потребовалось провести несколько улучшений для соответствия требованиям безопасности.

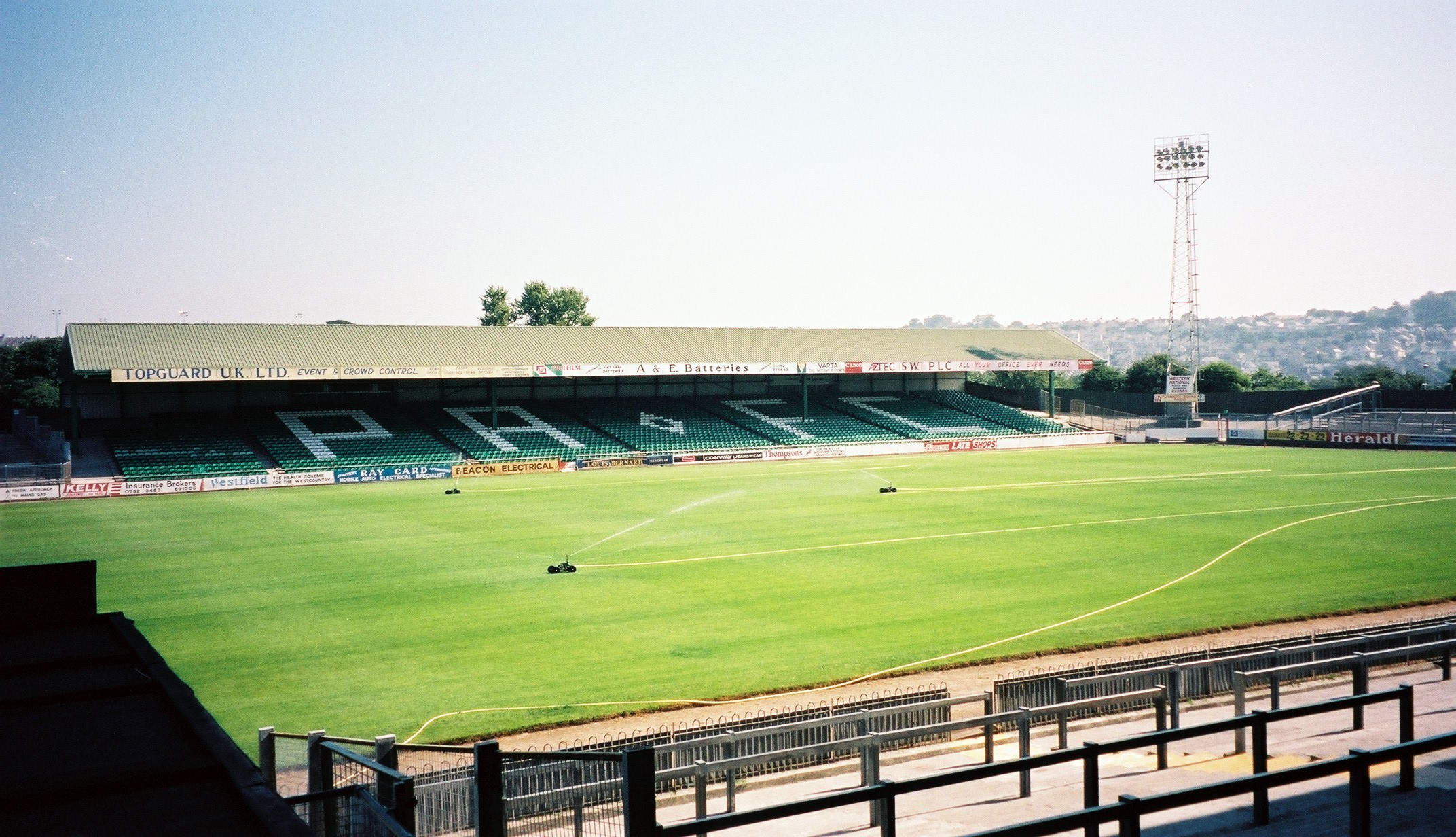
Хоум Парк в 1996 году

В 1996 году клуб разработал план постройки стадиона в новом месте, в Центральном парке Плимута. Арена «Plymouth Tradium», спроектированная строительной фирмой Alfred McAlpine plc, должна была вмещать 25 000 человек, а также включать общественные спортивные и развлекательные сооружения. Эти планы вскоре были отложены в пользу реконструкции «Хоум Парк».
В 2000 году был объявлен новый план, основанный на тотальной реконструкции существующей площадки, который на тот момент стоил примерно 9 миллионов фунтов стерлингов. Стадион должен быть перестроен в два этапа, причем на первом этапе будут полностью перестроены трибуны «Devonport End», «Lyndhurst Stand» и «Barn Park End». Второй этап включал трибуну «Mayflower Grandstand», которая должна была быть заменена новой трехъярусной конструкцией, чтобы завершить строительство арены на 18 500 мест. Зеленый свет был дан в июне 2001 года, когда клуб и городской совет Плимута договорились о новой долгосрочной аренде стадиона. Строительная фирма Barr Construction начала работы два месяца спустя.

### Концерты
На стадионе проводятся концерты. Так, на нём выступали Элтон Джон, Джордж Майкл, Род Стюарт, Meat Loaf, Muse.